# Pegomya flavifrons
Pegomya flavifrons es una especie de díptero del género Pegomya, tribu Pegomyini, familia Anthomyiidae. Fue descrita científicamente por Walker en 1849.
Se distribuye por casi toda Europa. También en América del Norte: Estados Unidos, en California y Carolina del Norte.